# Distrito electoral de Grant (Illinois)
Grant (en inglés: Grant Precinct) es un distrito electoral ubicado en el condado de Massac en el estado estadounidense de Illinois. En el Censo de 2010 tenía una población de 1681 habitantes y una densidad poblacional de 22,13 personas por km².

## Geografía
Grant se encuentra ubicado en las coordenadas 37°12′52″N 88°46′00″O / 37.21444, -88.76667. Según la Oficina del Censo de los Estados Unidos, Grant tiene una superficie total de 75.96 km², de la cual 73.63 km² corresponden a tierra firme y (3.07%) 2.33 km² es agua.

## Demografía
Según el censo de 2010, había 1681 personas residiendo en Grant. La densidad de población era de 22,13 hab./km². De los 1681 habitantes, Grant estaba compuesto por el 94.17% blancos, el 3.09% eran afroamericanos, el 0.24% eran amerindios, el 0.18% eran asiáticos, el 0% eran isleños del Pacífico, el 0.42% eran de otras razas y el 1.9% pertenecían a dos o más razas. Del total de la población el 1.19% eran hispanos o latinos de cualquier raza.